# دو مینور
دو مینور (انگلیسی: C minor) با مخفف (Cm) یک گام مینور بر پایهٔ نت دو است.

## تعریف
گام دو مینور بر سه نوع مینور تئوریک (طبیعی)، مینور هارمونیک و مینور ملودیک استوار است و گام بزرگ نسبی آن، می بمل ماژور است و دارای علامت سرکلید: سی بمل، می بمل و لا بمل است.
- نت‌های گام دو مینور طبیعی به ترتیب عبارتند از : دو، ر، می بمل، فا، سل، لا بمل، سی بمل.

- در گام دو مینور هماهنگ (یا دو مینور هارمونیک)، نت «سی بمل» نیم پرده کروماتیک به بالا تغییر می‌کند:

- در صورتی که درجات ششم و هفتم در حالت بالا رونده نیم پرده کروماتیک به بالا تغییر کند و در حالت پایین رونده به حالت اصلی خود برگردد، دو مینور نغمگی (یا دو مینور ملودیک) است.

## آثار در دو مینور
- سمفونی شماره ۱ (مندلسون)
- سمفونی شماره ۳ (سن-سانس)
- سمفونی شماره ۴ (شوبرت)
- سمفونی شماره ۵ (بتهوون)
- سونات ۸ پیانو (بتهوون)
- کنسرتو پیانو شماره ۲ (راخمانینف)
- کوریولان (بتهوون)